# Паттерсон (Айова)
Паттерсон (англ. Patterson) — місто (англ. city) в США, в окрузі Медісон штату Айова. Населення — 176 осіб (2020).

## Географія
Паттерсон розташований за координатами 41°20′54″ пн. ш. 93°52′50″ зх. д. / 41.34833° пн. ш. 93.88056° зх. д. (41.348309, -93.880520).  За даними Бюро перепису населення США в 2010 році місто мало площу 0,52 км², уся площа — суходіл. В 2017 році площа становила 1,22 км², уся площа — суходіл.

## Демографія
Згідно з переписом 2010 року, у місті мешкало 130 осіб у 57 домогосподарствах у складі 37 родин. Густота населення становила 248 осіб/км².  Було 66 помешкань (126/км²).
Расовий склад населення:
| - 99,2 % — білих - 0,8 % — вихідців з тихоокеанських островів |

До двох чи більше рас належало 0,0 %. Частка іспаномовних становила 0,0 % від усіх жителів.
За віковим діапазоном населення розподілялося таким чином: 22,3 % — особи молодші 18 років, 55,4 % — особи у віці 18—64 років, 22,3 % — особи у віці 65 років та старші. Медіана віку мешканця становила 43,0 року. На 100 осіб жіночої статі у місті припадало 109,7 чоловіків;  на 100 жінок у віці від 18 років та старших — 106,1 чоловіків також старших 18 років.
Середній дохід на одне домашнє господарство  становив 57 776 доларів США (медіана — 50 000), а середній дохід на одну сім'ю — 78 263 долари (медіана — 75 000). За межею бідності перебувало 8,7 % осіб, у тому числі 20,0 % дітей у віці до 18 років та 0,0 % осіб у віці 65 років та старших.
Цивільне працевлаштоване населення становило 79 осіб. Основні галузі зайнятості: освіта, охорона здоров'я та соціальна допомога — 17,7 %, роздрібна торгівля — 13,9 %, будівництво — 13,9 %.